# Liste der Einträge im National Register of Historic Places im Sherburne County

Lage des Sherburne County in Minnesota

Die Liste der Einträge im National Register of Historic Places im Sherburne County in Minnesota führt alle Bauwerke und historischen Stätten im Sherburne County auf, die in das National Register of Historic Places aufgenommen wurden.

## Legende
| NRHP | Historic Place                      |
| HD   | Historic District                   |
| NHLD | National Historic Landmark District |

## Aktuelle Einträge
| [ 2 ] | Name                                                  | Bild                                                  | Eintragsdatum        | Lage                                                                       | Ort       | Beschreibung                   |
| ----- | ----------------------------------------------------- | ----------------------------------------------------- | -------------------- | -------------------------------------------------------------------------- | --------- | ------------------------------ |
| 1     | Elk River Water Tower                                 | Elk River Water Tower                                 | 2012 ID-Nr. 12000284 | Jackson Avenue Ecke 4th Street, Northwest 45° 18′ 21,8″ N, 93° 33′ 59,3″ W | Elk River |                                |
| 2     | Elkhi Stadium                                         | Elkhi Stadium                                         | 2004 ID-Nr. 04000540 | Main Street Ecke Norfolk Avenue 45° 18′ 17″ N, 93° 34′ 31″ W               | Elk River |                                |
| 3     | Herbert M. Fox House                                  | Herbert M. Fox House                                  | 1980 ID-Nr. 80002175 | 10775 27th Avenue, Southeast 45° 25′ 4″ N, 93° 53′ 20″ W                   | Becker    |                                |
| 4     | Oliver H. Kelley Homestead                            | Oliver H. Kelley Homestead                            | 1966 ID-Nr. 66000406 | Rund 3 km südöstlich von Elk River am US 10 45° 15′ 35″ N, 93° 32′ 12″ W   | Elk River | Als Living History tätige Farm |
| 5     | Minnesota State Reformatory for Men Historic District | Minnesota State Reformatory for Men Historic District | 1986 ID-Nr. 86001671 | Abseits der MN 301 45° 32′ 35″ N, 94° 7′ 0″ W                              | St. Cloud |                                |

## Frühere Einträge
| [ 2 ] | Name                        | Bild | Eintragsdatum        | Lage                                         | Ort       | Beschreibung                     |
| ----- | --------------------------- | ---- | -------------------- | -------------------------------------------- | --------- | -------------------------------- |
| 1     | Sherburne County Courthouse |      | 1986 ID-Nr. 86000120 | 326 Lowell Avenue 45° 32′ 35″ N, 94° 7′ 0″ W | Elk River | 1995 aus dem Register gestrichen |